# 402-й гаубичный артиллерийский полк большой мощности
402-й гаубичный артиллерийский полк большой мощности -  воинская часть Вооружённых Сил СССР в Великой Отечественной войне. Полк в разное время мог называться 402-й гаубичный артиллерийский полк, с добавлением аббревиатур «РГК» или «РВГК».

## История
Сформирован в 1939 году в Коломне на базе 2-го дивизиона 108-го гаубичного полка. Принимал участие в Зимней войне. Во время Зимней войны в составе полка имелись по дивизиону 122-мм гаубиц, 152-мм гаубиц и  два дивизиона 203-мм гаубиц.
В действующей армии во время ВОВ с 22 июня 1941 года по 29 августа 1941 года и с 9 декабря 1941 года по 30 марта 1943 года.
На 22 июня 1941 года находится в основном находится в эшелонах, перебрасывается и сосредоточивается в районе станции Ужпелкяй. Имел на вооружении 24 203-мм гаубицы, а также, по-видимому мог иметь другие орудия, по крайней мере имел 2 122-мм гаубицы. По-видимому был с началом войны подчинён 8-й армии, на 24 июня 1941 года находится в армейском резерве. На 27 июня 1941 года был переправлен за Западную Двину с задачей организации там обороны. На 29 июня 1941 года находится в районе Рига, отступает на восток по Ленинградскому шоссе.
На 4 июля 1941 года имел в своём составе командного состава – 155, младшего командного состава – 266, рядового – 885 человек. Всего – 1306 человек. Винтовок – 1962, автоматических – 4, ручных пулемётов – 5, орудий 122-мм – 2, 203-мм – 24, бронемашин – 0, автомашин – 112, мотоциклов – 12, тракторов – 104. На 6 июля 1941 года находится в районе Порхова. Во второй декаде июля 1941 года по-видимому переброшен в Валдай, а оттуда под Москву в резерв (вероятно в Гороховецкий лагерь).
В декабре 1942 года перебазирован в Волоколамский район, очевидно там же и находится до 1943 года.
30 марта 1943 года обращён на формирование 100-й гаубичной артиллерийской бригады

## Полное наименование
- 402-й гаубичный артиллерийский Краснознамённый полк большой мощности

## Подчинение
| Дата            | Фронт (округ)            | Армия      | Корпус | Дивизия | Бригада | Примечания |
| --------------- | ------------------------ | ---------- | ------ | ------- | ------- | ---------- |
| 22.06.1941 года | Северо-Западный фронт    | -          | -      | -       | -       | -          |
| 01.07.1941 года | Северо-Западный фронт    | 27-я армия | -      | -       | -       | -          |
| 10.07.1941 года | Северо-Западный фронт    | -          | -      | -       | -       | -          |
| 01.08.1941 года | Северо-Западный фронт    | -          | -      | -       | -       | -          |
| 01.09.1941 года | Северо-Западный фронт    | -          | -      | -       | -       | -          |
| 01.10.1941 года | Московский военный округ | -          | -      | -       | -       | -          |
| 01.11.1941 года | Московский военный округ | -          | -      | -       | -       | -          |
| 01.12.1941 года | Московский военный округ | -          | -      | -       | -       | -          |
| 01.01.1942 года | Московская зона обороны  | -          | -      | -       | -       | -          |
| 01.02.1942 года | Московская зона обороны  | -          | -      | -       | -       | -          |
| 01.03.1942 года | Московская зона обороны  | -          | -      | -       | -       | -          |
| 01.04.1942 года | Московская зона обороны  | -          | -      | -       | -       | -          |
| 01.05.1942 года | Московская зона обороны  | -          | -      | -       | -       | -          |
| 01.06.1942 года | Московская зона обороны  | -          | -      | -       | -       | -          |
| 01.07.1942 года | Московская зона обороны  | -          | -      | -       | -       | -          |
| 01.08.1942 года | Московская зона обороны  | -          | -      | -       | -       | -          |
| 01.09.1942 года | Московская зона обороны  | -          | -      | -       | -       | -          |
| 01.10.1942 года | Московская зона обороны  | -          | -      | -       | -       | -          |
| 01.11.1942 года | Московская зона обороны  | -          | -      | -       | -       | -          |
| 01.12.1942 года | Московская зона обороны  | -          | -      | -       | -       | -          |
| 01.01.1943 года | Московская зона обороны  | -          | -      | -       | -       | -          |
| 01.02.1943 года | Московская зона обороны  | -          | -      | -       | -       | -          |
| 01.03.1943 года | Московская зона обороны  | -          | -      | -       | -       | -          |
| 01.04.1943 года | Московская зона обороны  | -          | -      | -       | -       | -          |

## Командиры
- Ниловский, Сергей Фёдорович

## Награды и наименования
| Награда                | Дата             | За что получена |
| ---------------------- | ---------------- | --- |
| Орден Красного Знамени | 21 марта 1940 г. | За образцовое выполнение боевых заданий командования на фронте борьбы с финской белогвардейщиной и проявленные при этом доблесть и мужество |

## Отличившиеся воины полка
| Награда | Ф.И.О.                           | Должность                                             | Звание           | Дата       | Примечания |
| ------- | -------------------------------- | ----------------------------------------------------- | ---------------- | ---------- | ---------- |
|         | Булавский, Виктор Константинович | командир артиллерийской батареи                       | лейтенант        | 15.01.1940 | посмертно  |
|         | Кириллов, Вениамин Иванович      | командир отделения разведки артиллерийского дивизиона | младший командир | 21.03.1940 |            |
|         | Музыкин, Василий Филиппович      | командир артиллерийской батареи                       | лейтенант        | 21.03.1940 |            |
|         | Ниловский, Сергей Фёдорович      | командир полка                                        | капитан          | 21.03.1940 |            |
|         | Шутов, Пётр Васильевич           | начальник штаба артиллерийского дивизиона             | лейтенант        | 21.03.1940 |            |